# Rilly-Sainte-Syre
Pour les articles homonymes, voir Rilly.
Rilly-Sainte-Syre est une commune française, située dans le département de l'Aube en région Grand Est.

## Géographie
|              | Droupt-Saint-Basle |                       |
| Saint-Mesmin | Rilly-Sainte-Syre  | Les Grandes-Chapelles |
| Savières     | Chauchigny         | Chapelle-Vallon       |

### Hydrographie
La commune est dans la région hydrographique « la Seine de sa source au confluent de l'Oise (exclu) » au sein du bassin Seine-Normandie. Elle est drainée par l'ancien canal de la Haute Seine, la Seine, la rivière de Beauregard, Prise d'Eau de Chauchigny et divers autres petits cours d'eau,.
La Seine, un fleuve long de 775 km, coule dans le Bassin parisien et notamment dans le département de l’Aube en le traversant du sud-est au nord-ouest. Elle longe la commune sur son flanc extrême sud-ouest, dont elle constitue une limite séparative.
L'ancien canal de la Haute Seine est un canal, chenal non navigable de 38,2 km. Il prend sa source dans la commune de Barberey-Saint-Sulpice et se jette dans l'Aube au niveau de la commune de Marcilly-sur-Seine.
La Rivière de Beauregard, d'une longueur de 12 km, prend sa source dans la commune de Chauchigny et se jette  dans la Seine à Droupt-Sainte-Marie, après avoir traversé cinq communes.

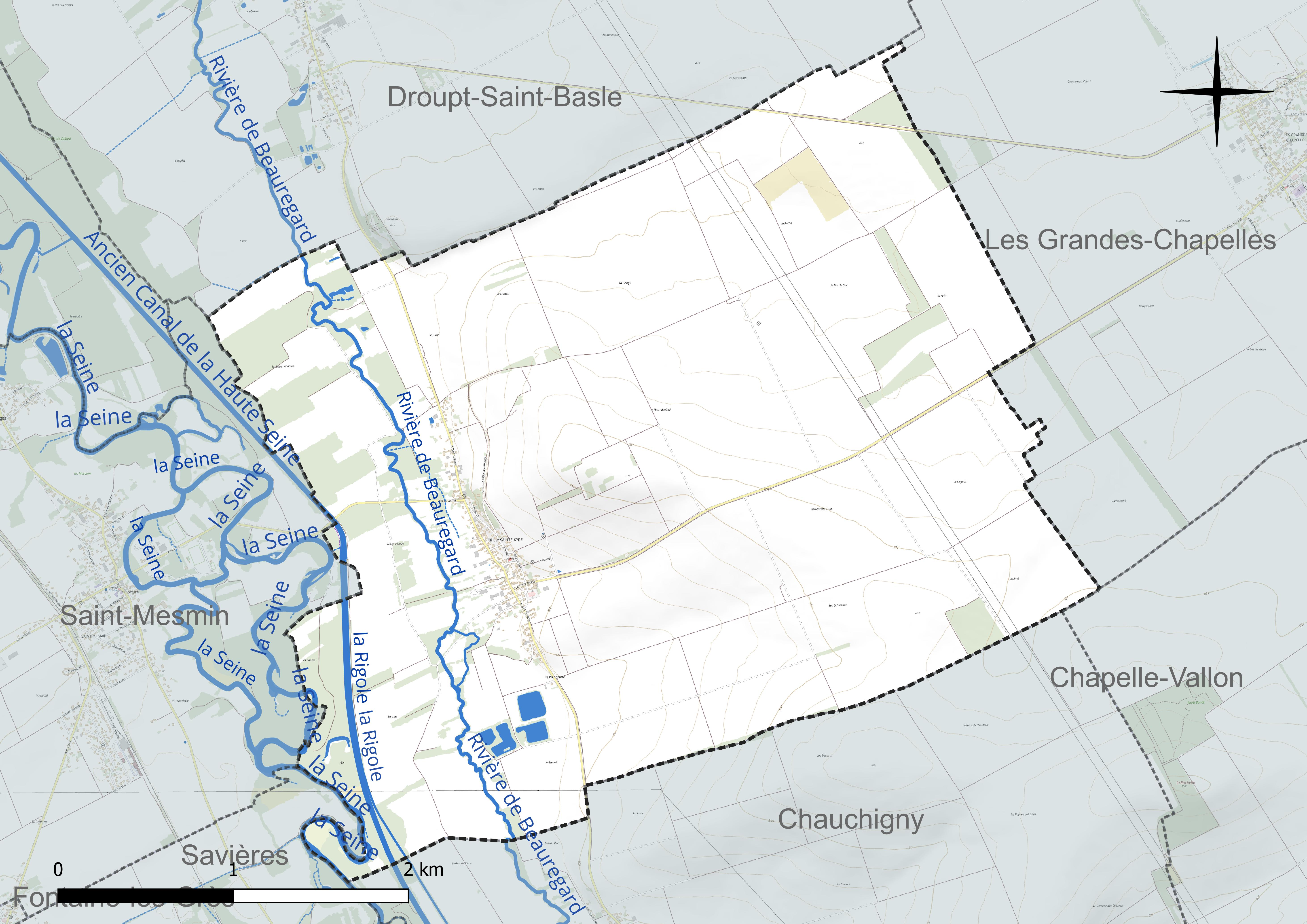
Réseau hydrographique de Rilly-Sainte-Syre.

### Climat
Pour des articles plus généraux, voir Climat du Grand Est et Climat de l'Aube.
En 2010, le climat de la commune est de type climat océanique dégradé des plaines du Centre et du Nord, selon une étude du Centre national de la recherche scientifique s'appuyant sur une série de données couvrant la période 1971-2000. En 2020, Météo-France publie une typologie des climats de la France métropolitaine dans laquelle la commune est exposée à un climat océanique altéré et est dans la région climatique Nord-est du bassin Parisien, caractérisée par un ensoleillement médiocre, une pluviométrie moyenne régulièrement répartie au cours de l’année et un hiver froid (3 °C).
Pour la période 1971-2000, la température annuelle moyenne est de 10,6 °C, avec une amplitude thermique annuelle de 15,8 °C. Le cumul annuel moyen de précipitations est de 730 mm, avec 11,5 jours de précipitations en janvier et 7,8 jours en juillet. Pour la période 1991-2020, la température moyenne annuelle observée sur la station météorologique de Météo-France la plus proche, « Troyes-Barberey », sur la commune de Barberey-Saint-Sulpice à 13 km à vol d'oiseau, est de 11,3 °C et le cumul annuel moyen de précipitations est de 644,6 mm. 
La température maximale relevée sur cette station est de 41,8 °C, atteinte le 25 juillet 2019 ; la température minimale est de −23 °C, atteinte le 17 janvier 1985,,.
Les paramètres climatiques de la commune ont été estimés pour le milieu du siècle (2041-2070) selon différents scénarios d'émission de gaz à effet de serre à partir des nouvelles projections climatiques de référence DRIAS-2020. Ils sont consultables sur un site dédié publié par Météo-France en novembre 2022.

## Urbanisme

### Typologie
Au 1er janvier 2024, Rilly-Sainte-Syre est catégorisée commune rurale à habitat dispersé, selon la nouvelle grille communale de densité à 7 niveaux définie par l'Insee en 2022.
Elle est située hors unité urbaine. Par ailleurs la commune fait partie de l'aire d'attraction de Troyes, dont elle est une commune de la couronne,. Cette aire, qui regroupe 209 communes, est catégorisée dans les aires de 200 000 à moins de 700 000 habitants,.

### Occupation des sols
L'occupation des sols de la commune, telle qu'elle ressort de la base de données européenne d’occupation biophysique des sols Corine Land Cover (CLC), est marquée par l'importance des territoires agricoles (91,7 % en 2018), une proportion identique à celle de 1990 (91,7 %). La répartition détaillée en 2018 est la suivante : 
terres arables (83,5 %), zones agricoles hétérogènes (7,9 %), forêts (6 %), zones urbanisées (2,2 %), prairies (0,3 %). L'évolution de l’occupation des sols de la commune et de ses infrastructures peut être observée sur les différentes représentations cartographiques du territoire : la carte de Cassini (XVIIIe siècle), la carte d'état-major (1820-1866) et les cartes ou photos aériennes de l'IGN pour la période actuelle (1950 à aujourd'hui).

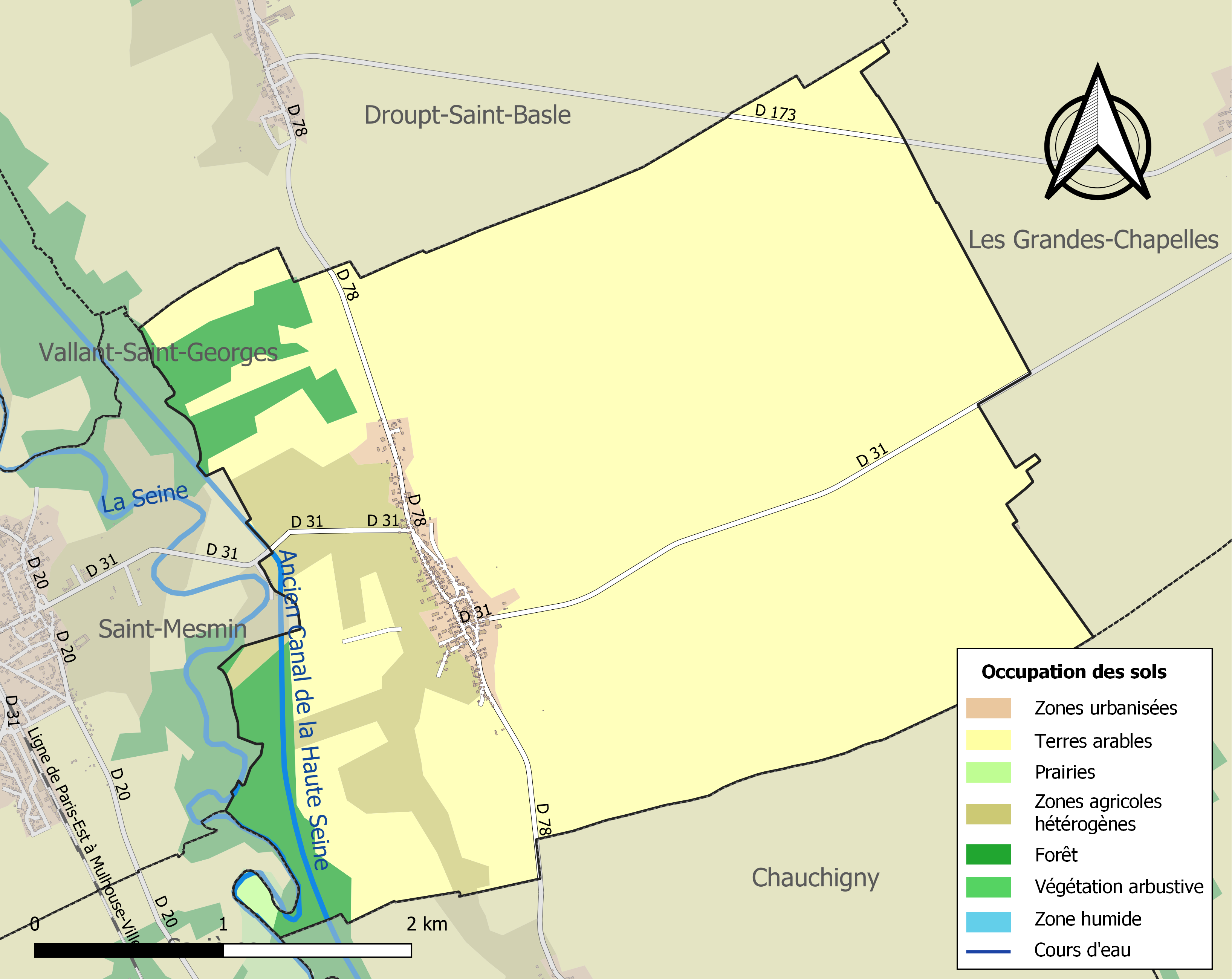
Carte des infrastructures et de l'occupation des sols de la commune en 2018 (CLC).

## Histoire
Le 24 janvier 275, le grec Savinien, poursuivi par les soldats, a été tué tête tranchée. Sa sœur Savine expira de douleur dans un village, qui par la suite pris le nom de Sainte-Savine et appartient aujourd'hui à la Communauté de l'agglomération troyenne (CAT).
La sépulture, ignorée jusque vers fin du IIIe siècle, fut retrouvée par sainte Syre, une veuve du pays d'Arcis-sur-Aube (pagus Arcensis), originaire d'Irlande ou d'Écosse. Étant aveugle, elle fit un pèlerinage jusqu'au lieu où elle pensait trouver Savinien. C'est ainsi qu'elle arriva au village, guidée par un enfant à Rilly, et qu'elle recouvra la vue lorsqu'elle fut sur le lieu où saint Savinien était enterré. Ne doutant pas que Savinien venait d'opérer un miracle en sa faveur, elle creusa le sol et retrouva le corps du martyr en parfait état de conservation. Sainte Syre fit, à cet endroit, élever un tombeau pour l'ensevelir et fit également construire une chapelle.
Rilly possédait dans le passé un oratoire au centre du village, élevé probablement en l'honneur de Savinien.
Sainte Syre, à sa mort en l'an 298, fut mise dans un tombeau proche de Savinien. La chapelle fut démolie et une église la remplaça. La construction fut commencée fin XIIe siècle, après la guerre de Cent Ans, ce monument fut restauré et achevé à l'aube du XVIe siècle.
Et c'est depuis ce temps que le village porte le nom de Rilly-Sainte-Syre ; et en l'honneur du saint persécuté, que la rue principale porte le nom rue Saint-Savinien.
Cependant, Rilly-Sainte-Syre dériva de la fusion de deux localités : Rilly et Sainte-Syre (qui s'appelait autrefois, en souvenir du saint décapité, Savinien).
Durant la période révolutionnaire, la commune porta provisoirement le nom de Rilly-la-Raison.
Le 6 septembre 1846, un incendie a détruit en moins d'une heure 63 maisons, 60 granges et 4 fermes ; 218 personnes furent sans abri.

## Politique et administration
| Période                                  | Période  | Identité                 | Étiquette | Qualité    |
| ---------------------------------------- | -------- | ------------------------ | --------- | ---------- |
| 1792                                     | 1815     | Louis Edmé Roujeaux      |           |            |
| 1815                                     | 1823     | Roujeaux, fils           |           |            |
| 1823                                     | 1830     | Théodore Verjot          |           |            |
| 1830                                     | 1845     | Roujeaux, fils           |           |            |
| 1845                                     | 1848     | Félix Villat             |           |            |
| 1848                                     | 1854     | Blasson-Roujeaux         |           |            |
| 1854                                     |          | Sainton-Gouffé           |           |            |
| 1866                                     | 1870     | Théophile Moriat         |           |            |
| 1870                                     |          | Abraham Blason           |           |            |
| 1971                                     | 1977     | Maurice Bellard          |           | Notaire    |
| 1977                                     |          | Françoise Fèvre-Fauvelet |           | Infirmière |
| mars 2001                                | Mai 2020 | Jean-Pierre Ozerée       | DVD       | Retraité   |
| 2020                                     | En cours | Jean-Christophe Crombez  |           |            |
| Les données manquantes sont à compléter. |          |                          |           |            |

## Démographie
L'évolution du nombre d'habitants est connue à travers les recensements de la population effectués dans la commune depuis 1793. Pour les communes de moins de 10 000 habitants, une enquête de recensement portant sur toute la population est réalisée tous les cinq ans, les populations de référence des années intermédiaires étant quant à elles estimées par interpolation ou extrapolation. Pour la commune, le premier recensement exhaustif entrant dans le cadre du nouveau dispositif a été réalisé en 2008.

En 2022, la commune comptait 230 habitants, en évolution de −0,43 % par rapport à 2016 (Aube : +0,7 %, France hors Mayotte : +2,11 %).
| 1793 | 1800 | 1806 | 1821 | 1831 | 1836 | 1841 | 1846 | 1851 |
| ---- | ---- | ---- | ---- | ---- | ---- | ---- | ---- | ---- |
| 436  | 404  | 417  | 453  | 439  | 464  | 463  | 468  | 424  |

| 1856 | 1861 | 1866 | 1872 | 1876 | 1881 | 1886 | 1891 | 1896 |
| ---- | ---- | ---- | ---- | ---- | ---- | ---- | ---- | ---- |
| 437  | 461  | 467  | 432  | 395  | 380  | 366  | 368  | 339  |

| 1901 | 1906 | 1911 | 1921 | 1926 | 1931 | 1936 | 1946 | 1954 |
| ---- | ---- | ---- | ---- | ---- | ---- | ---- | ---- | ---- |
| 309  | 317  | 306  | 279  | 281  | 277  | 290  | 272  | 295  |

| 1962 | 1968 | 1975 | 1982 | 1990 | 1999 | 2006 | 2008 | 2013 |
| ---- | ---- | ---- | ---- | ---- | ---- | ---- | ---- | ---- |
| 218  | 218  | 228  | 230  | 242  | 216  | 242  | 250  | 232  |

| 2018 | 2022 | - | - | - | - | - | - | - |
| ---- | ---- | - | - | - | - | - | - | - |
| 235  | 230  | - | - | - | - | - | - | - |

## Culture locale et patrimoine

### Lieux et monuments

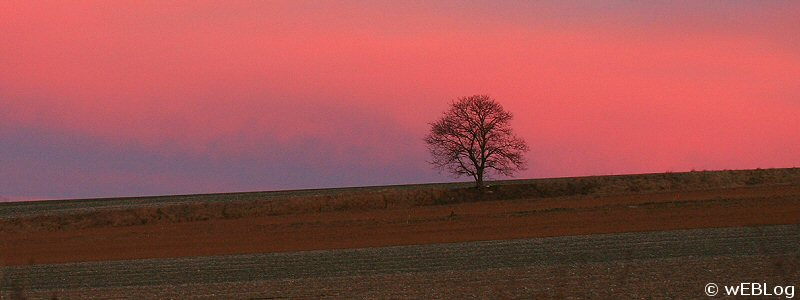
Premières lueurs matinales sur la campagne de Rilly-Sainte-Syre, depuis la route vers Les Grandes-Chapelles (2007).

#### Église Saint-Savinien
Son fondement
L'église paroissiale Saint-Savinien, monument aux mesures imposantes pour un si petit village. Sa construction fut commencée fin XIIe siècle. Ce monument fut restauré et achevé à l'aube du XVIe siècle, qui fut une ère de prospérité.
Pour les trois travées occidentales de la grande nef, le style est purement roman primitif ; le reste de l'édifice est du XVIe siècle.
Abside comprend trois pans. Le transept, les trois nefs et deux travées sont voûtées en pierre. La nef est voûtée en berceau et en bois. Le monument comporte quatre travées et deux collatéraux et des piliers romans cylindriques en briques. Le chapiteau consiste en un quart de rond surmonté d'un filet. Les archivoltes sont en plein cintre, surmontées de fenêtres.
Le plan est en forme de croix latine. La longueur est de 35,40 m, la largeur du transept de 17,60 m, la nef de  15 m, la hauteur du transept de 7,30 m et la hauteur de la grande nef de 11 m.
Son parcours au fil de l'histoire
En 1389, Pierre d'Arcis qui avait une dévotion particulière à sainte Syre, portait la relique dans un reliquaire dont lui avait fait présent la duchesse d'Orléans.
Pendant les guerres de Religion, en 1576, les habitants de Rilly voyant les églises ravagées et pillées, cachèrent la châsse pour la soustraire à la fureur des huguenots (cette action donna lieu à la journée des Fourches).
La chapelle fut démolie en 1792, et le puits qui existait près de cette chapelle, et dont l'eau était bue avec beaucoup de confiance, a été totalement remplie de pierres. On cite qu'après un pèlerinage au tombeau de la sainte, Gaspard II de Coligny, seigneur de Beauford, fut guéri miraculeusement de la pierre en 1529.
Son patrimoine
- Une cloche de bronze datant de 1555.
- Fonts baptismaux du XVIe siècle.
- Bénitier à tête de mort et buste d'homme en pierre du XVIe siècle.
- Dans le sanctuaire : maître autel à tableau retable, sainte Syre par Dusaulchoy.
- Châsse en bois, voûte à liernes et tiercerons.
- Fragment de vitrail : apparition de Jésus à sa mère du XVIe siècle.
- Sur le bas-côté nord : autel à tabernacle à colonnes cannelées et entablement à rinceaux dorés avec sur le côté droit sainte Savine et sur le côté gauche sainte Syre ; et au-dessus des deux statues, saint Savinien version « moderne ».
- Sur le bas-côté sud : fragment d'inscription de verrière 1532, deux donatrices, et fragment d'annonciation du XVIe siècle.

#### Monuments historiques
- Fonts baptismaux ;
- Pierre sculptée XVe siècle ;
- Bénitier Pierre sculptée XVIe siècle ;
- Cloche en bronze de 1555.

Avant la Révolution, l'église avait trois belles cloches ; on a conservé la plus grosse (environ 1 100 kg) qui porte comme inscription gothique : « Je fus faite en l'an mil cinq cent cinquante cinq et suis nommée Marie ».

### Personnalités liées à la commune
- Saint Savinien (cf. supra)
- Sainte Syre (cf. supra)

### Héraldique
| Blason de Rilly-Sainte-Syre | Blason  | D'azur à quatre bandes ondées d'argent, à une épée basse d'or à dextre et à un bourdon de pèlerin du même à senestre, brochant sur le tout (au comble d'or chargé de l'inscription « RILLY-SAINTE-SYRE » en lettres capitales de sable). |
| Blason de Rilly-Sainte-Syre | Détails | Le statut officiel du blason reste à déterminer. |